# آندره‌زینو (بازیکن فوتبال، زاده ۱۹۸۱)
آندره ریکاردو سوارز (به پرتغالی: André Ricardo Soares) مدافع اهل برزیل است که در شهر Mineiros و در تاریخ ۹ اکتبر ۱۹۸۱ به دنیا آمده‌است.
آندره ریکاردو سوارز در تیم‌های فوتبال Mineiros سابقهٔ حضور دارد.